# Christophe Arleston
Christophe Arleston, także Scotch Arleston (właśc. Christophe Pelinq, ur. 14 sierpnia 1963 w Aix-en-Provence) – francuski scenarzysta i wydawca, współtwórca komiksowej serii Trolle z Troy.